# Банка (округ, Индонезия)
Банка (индон. Bangka) — один из пяти округов острова Банка, в провинции Банка-Белитунг, Индонезия. Административный центр — Сунгайлиат. Население — 297 091 чел. (2011).

## География и климат
Округ занимает северо-центральную часть острова Банка. На северо-западе округ граничит с округом Западная Банка, на юге — с округом Центральная Банка. На юго-востоке Банка граничит с городским округом Панкалпинанг, на востоке омывается водами пролива Гаспар, на западе — водами пролива Банка.
Общая площадь, занимаемая округом — 3028,794 км².
Климат влажный, тропический. Количество осадков колеблется от 43,6 мм в августе до 356,2 мм в апреле. Температура в течение года в среднем изменяется в пределах от +26 до +28 °C, влажность — от 73 до 87%. 
Уровень солнечной радиации изменяется за год от 33,8% до 89%, давление воздуха — от 1008,5 до 1010,2 мбр.

## Геология
Земли округа Банка содержат олово, кварц, каолин и др. Средний pH почв чуть ниже 5. 
Формы рельефа:
- холмистый, занимает 4% площади округа, характеризуется желтовато-коричневыми подзолистыми и плутоническими почвами, литосолями;
- неровный, ухабистый, занимает 51% площади, характеризуется жёлто-коричневыми почвами, а также наличием песчаника и кварцита;
- долинный, изрезанный, занимает 20% площади, характеризуется подзолистыми почвами;
- болотный, занимает 25% площади, характеризуется аллювиальным типов почв (глеевые почвы) и песчаными и глинистыми отложениями; гумус светло-серый.

## Гидрология
Реки округа начинаются в глубинных, возвышенных, районах и стекают вниз к океану (Батурусу, Лаянг и др.). Реки используются исключительно для передвижения, рыболовством местные жители занимаются в море. Естественных озёр нет, есть одно искусственное, возникшее на месте добычи оловянной руды.

## Фауна и флора
В лесах округа обитают олени, обезьяны, кабаны, дикие куры, орлы, летучие мыши и др.
На острове произрастают многие тропические породы деревьев, на морском побережье есть мангровые заросли.

## Административное деление
Округ подразделяется на 8 районов:
- Западный Мендо[индон.]
- Мерваванг[индон.]
- Большой Пудинг[индон.]
- Сунгайлиат (административный центр)
- Пемали
- Бакам[индон.]
- Белинью[индон.]
- Риау-Силип[индон.]

## Население
В 2011 году численность населения округа составляла 297 091 человек; прирост по сравнению с 2010 г. составил 6,7% (на 18 606 человек, в 2010 по сравнению с 2009 г. — 18 090 чел.). Численность мужского населения — 153 676 чел. (51,7%), женского — 143 415 чел. (48,3%). Превышение доли мужского населения над женским характерно в целом для Индонезии.
Плотность населения — 101 чел./км² (в 2010 г. было 94 чел./км²).
В 2011 году насчитывалось 75 679 домохозяйств, что выше, чем показатель 2010 г. (70 945).

## Экономика
Основу экономики Банки составляют сельское хозяйство, рыбная отрасль и горно-добывающая промышленность.
Из полезных ископаемых в первую очередь добывается олово, залежи которого находятся по всему округу.
Сельскохозяйственный сектор производит каучук, кокосовое и пальмовое масло. Животноводство развито слабо, мясо импортируется с Мадуры, Ломбока, Бали, Южной Суматры и Сумбавы. Свино- и овощеводством занимается в основном местная китайская община; также китайцы держат в своих руках местную торговлю.
Рыболовство является основным занятием для части населения; на побережье существуют рыбацкие деревни.